# Liste der Naturdenkmale in Ottendorf-Okrilla
Die Liste der Naturdenkmale in Ottendorf-Okrilla nennt die Naturdenkmale in Ottendorf-Okrilla im sächsischen Landkreis Bautzen.

## Definition
„Naturdenkmäler sind rechtsverbindlich festgesetzte Einzelschöpfungen der Natur oder entsprechende Flächen bis zu fünf Hektar, deren besonderer Schutz erforderlich ist
1. aus wissenschaftlichen, naturgeschichtlichen oder landeskundlichen Gründen oder
2. wegen ihrer Seltenheit, Eigenart oder Schönheit.“

## Liste
Link zu einem Kartenansichtstool, um Koordinaten zu setzen.
| Bild                          | Bezeichnung                      | Lage                                              | Beschreibung | Datum | Nummer   |
| ----------------------------- | -------------------------------- | ------------------------------------------------- | ------------ | ----- | -------- |
| Fotos hochladen               | Schlossallee Hermsdorf           | Hermsdorf (51° 9′ 35″ N, 13° 48′ 54,5″ O)         |              |       | A/B-019  |
| Fotos hochladen               | Allee am Roten Grabenweg         | Grünberg (51° 8′ 56,9″ N, 13° 49′ 47,2″ O)        |              |       | A/B-020  |
| Fotos hochladen               | Lindenallee am Schmerlenteich    | Hermsdorf (51° 9′ 28,9″ N, 13° 49′ 15,8″ O)       |              |       | A/B-021  |
| Fotos hochladen               | Eiche Nähe Schlosspark Hermsdorf | Hermsdorf (51° 9′ 36,6″ N, 13° 49′ 15,8″ O)       |              |       | B-023    |
| Fotos hochladen               | 7-teilige Linde                  | Cunnersdorf (51° 9′ 29,8″ N, 13° 51′ 5,4″ O)      |              |       | B-025    |
| Fotos hochladen               | Stieleiche an der Wachbergstraße | Cunnersdorf (51° 10′ 54,8″ N, 13° 48′ 35,7″ O)    |              |       | B-033    |
| mehr Fotos \| Fotos hochladen | Bornhäuschen                     | Hermsdorf (51° 9′ 39,6″ N, 13° 48′ 59,8″ O)       |              |       | F-005    |
| BW                            | Orchideenwiese Medinger Gebirge  | Medingen (51° 10′ 29,6″ N, 13° 48′ 0″ O)          |              |       | DD221001 |
| Fotos hochladen               | Moselbruch                       | Ottendorf-Okrilla (51° 10′ 42″ N, 13° 49′ 1,3″ O) |              |       | DD222001 |
| Fotos hochladen               | Salweidenfeuchtgebiet            | Medingen (51° 10′ 31,7″ N, 13° 46′ 14,1″ O)       |              |       | DD225302 |
| Fotos hochladen               | Feldweg Marsdorf–Medingen        | Medingen (51° 10′ 29,4″ N, 13° 46′ 56,6″ O)       |              |       | KM187    |